# Dave Cortez
David Cortez Clowney (né le 13 août 1938 à Détroit, mort le 31 mai 2022 dans le Bronx), connu sous son nom de scène Dave 'Baby' Cortez, était un pianiste, organiste, compositeur et chanteur américain de musique pop, principalement connu pour son titre The Happy Organ sorti en 1959, premier morceau n°1 au Billboard dont l'instrument central est un orgue électronique.
Avec Bill Doggett et Cozy Cole, il fait partie des pionniers du rhythm and blues instrumental.

## Biographie
David Cortez Clowney nait à Détroit, dans le Michigan, aux États-Unis, fils de David et Lillian Mae Clowney. Il suit sa scolarité au Northwestern High School (en) de la ville où il découvre l'orgue.
Depuis tout petit, Clowney entend son frère jouer de la trompette et son père au piano. Encouragé par celui-ci, et ayant vu Duke Ellington en concert, Clowney se met à l'instrument et joue dans les églises.
En 1954, il rejoint un groupe de doo-woop, les Five Pearls, en tant que pianiste et ténor, et les suit l'année suivante à New-York. Avec Howard Guyton, Derek Martin, Coley Washington et Geo Torrance, le groupe changera de nom à travers les temps : Five Pearls (1954) puis Sheiks (sans George Torrance, en 1955) et enfin les Pearls (de 1955 à 1957,). Ils enregistrent des titres pour Aladdin Records avec Paul Winley, pour Atlantic Records, Atco ou encore Onyx Records (en).
Désireux de tester différentes voies, il sort le single Two Old Sparrows en 1956 avec Bob Kornegay en tant que duo (Dave and Bob), une sorte d'hommage loufoque à Sam Cooke, Little Richard et The Champs.
En 1957, Winley l'intègre dans le groupe The Jesters en tant qu'arrangeur. Il travaille sur les premiers titres du groupe, parfois même crédité en tant que compositeur. Il joue du piano sur leur premier simple So Strange en 1957. La même année, il rejoint les Valentines, pour deux titres chez Rama Records (en).
Le nom de 'David Clowney' apparait pour la première fois en tant qu'interprète en 1956 chez Ember Records,, avec un titre instrumental (Movin’ And Groovin’ ) qui passe inaperçu. Ce n'est qu'en 1958 que l'on découvre le nom 'Dave "Baby" Cortez' sur un titre sorti chez Okeh (You Give Me Heebie Jeebies). Simultanément, il accompagne plusieurs groupes tels que The Chantels, The Isley Brothers, The Aquatones (en) ou encore Little Anthony and the Imperials.
À la même époque, Wally Moody, ex-cadre chez EMI, débarque à Broadway avec son fils Doug et fonde Clock Records. Il recrute Clowney en tant qu'instrumentiste. Son premier simple, You're The Girl, ne rencontre aucun succès, mais fin 1958, il crée, presque par accident, le plus gros succès de sa carrière, The Happy Organ. Il s'agit du premier hit pop/rock classé n°1 au Billboard Hot 100 dont l'instrument principal est un orgue électronique (Hammond B-3).
En 1962, Clowney propose le titre Rinky Dink à Wally Moody, qui refuse catégoriquement, poussant Clowney a quitté la maison de disques. Un accord entre les deux individus mentionne que Clowney abandonne ses droits d'auteurs à Clock pour tous les enregistrements qu'il a réalisé pour le label. Clowney rentre alors chez Julia/Chess Records et atteint une nouvelle fois le top 10 du Billboard en 1962 avec ce titre. La même année, il participe à l'enregistrement de Merry Go Round pour Lou Reed sur son album All Tomorrow's Dance Parties, celui-ci n'étant publié qu'en 2000.
Dans les années suivantes, Clowney va enchainer les labels : Roulette Records (3 albums en 2 ans) puis T-Neck (en), société de production des Isley Brothers (1 album) et enfin All Platinum Records (en), où il enregistre Soul Vibration avec Frank Prescod (basse) et Bunky Smith (batterie), le producteur Joe Richardson donnant une profondeur funk à la basse. Après avoir opté pour des titres chantés, il obtient son dernier succès classé en 1973 avec Someone Has Taken Your Place.
En 1976, il est organiste pour le groupe Harlem Underground Band. Mais durant les années 1980, il s'écarte de sa carrière musicale et vit à Jamaica, un quartier du Queens à New York.
Clowney revient en 2011 pour un album chez Norton Records (en) avec l'appui de Lonnie Youngblood and His Bloodhounds, incluant Mick Collins des Dirtbombs.
Le 25 juin 2019, The New York Times Magazine annonce que l'incendie des entrepôts Universal en 2008 a causé la perte de nombreux enregistrements, dont certains de Dave "Baby" Cortez.

### Décès
Cortez avait une fille, Taryn Sheffield, avec laquelle il n'était plus en contact depuis 2009 en raison de son isolement. Décédé le 31 mai 2022 à 83 ans à son domicile de Westchester Avenue (en) dans le Bronx, sa fille n'apprit sa mort que bien plus tard, via Broadcast Music, qui gérait ses droits d'auteur. En l’absence de famille réclamant le corps du défunt, Cortez fut inhumé dans une fosse commune à Hart Island. Son décès ne fut rendu public qu'en juillet 2025.

## Discographie

### Albums
| Année | Titre de l'abum                                               | Label                     |
| ----- | ------------------------------------------------------------- | ------------------------- |
| 1959  | The Happy Organ                                               | RCA                       |
| 1960  | Dave "Baby" Cortez - Music 'round the Clock                   | Clock                     |
| 1962  | Rinky Dink                                                    | Chess                     |
| 1965  | The Fabulous Organ                                            | Metro                     |
| 1965  | Organ Shindig                                                 | Roulette                  |
| 1966  | Tweety Pie                                                    | Roulette                  |
| 1966  | In Orbit                                                      | Roulette                  |
| 1970  | The Isley Brothers Way                                        | T-Neck (en)               |
| 1972  | Soul Vibration                                                | All Platinum Records (en) |
| 2011  | Dave 'Baby' Cortez With Lonnie Youngblood and His Bloodhounds | Norton Records (en)       |

### Simples
The Five Pearls
- Aladdin 3265 - Please Let Me Know / Real Humdinger - 1954

The Sheiks
- Cat 116 - Walk That Walk / The Kissing Song - 1954

The Pearls
- Atco 6057 - The Pearls - Shadows Of Love / Yum Yummy - 1956
- Atco 6066 - The Pearls - Bells Of Love / Come On Home - 1956

Dave and Bob (avec Bob Kornegay)
- M&F Record 169 - Two Old Sparrows / Whao Bessie - 1956

Dave Clowney and his Band
- Ember 1011 – Movin’ And Groovin’  / Soft Lights - 1956
- Paris 513 – Hoot Owl / Shakin’ - 1958

Dave 'Baby' Cortez
- Okeh 7102 - You Give Me Heebie Jeebies / Honey Baby - 1958
- Clock 1006 - You're The Girl / Eeny Meeny Miney Mo - 1958
- Clock 1009 - The Happy Organ / Love Me as I Love You - 1959
- Clock 1012 - The Whistling Organ / I'm Happy - 1959
- Clock 1014 - It's a Sin To Tell a Lie / Piano Shuffle - 1959
- Clock 1016 - Dave's Special / Whispers - 1959
- Clock 1020 - Deep in The Heart of Texas / You're Just Right - 1959
- Clock 1021 - You're The Girl / I'm Happy - 1960
- Clock 1024 - Cat Nip / Talk is Cheap - 1960
- Clock 1031 - The Shift / Hurricane - 1961
- Clock 1034 - Summertime / Walking With You - 1961
- Clock 1036/Mercury 71824 - Tootsie / Second Chance - 1961
- Mercury 71851 - The Happy Organ / Piano Shuffle - 1961
- Mercury 71875 - C'mon And Stomp / Calypso Love Song - 1961
- Emit 301 - Fiesta / Hey – Hey – Hey - 1962
- Emit 302 - Cat Nip / The Happy Organ - 1962
- Winley 259 - Jamin’ Part 1 / Jamin’ Part 2 - 1962
- Winley 262 - Skins And Sounds / Little Paris Melody - 1962
- Winley 265 - Scotty Part 1 / Scotty Part 2 – 1962
- Julia 452/Chess 1829 - Rinky Dink / Getting Right - 1962
- Chess 1834 - Happy Weekend / Fiddle Sticks - 1962
- Chess 1842 - Tweedle Dee / Gift Of Love - 1962
- Chess 1850 - Hot Cakes! 1st Serving / Hot Cakes! 2nd Serving - 1963
- Chess 1861 - Organ Shout / Precious You - 1963
- Chess 1874 - Happy Feet / Gettin' To The Point - 1963
- Argo 5462 - Let It Be You / I'm Gonna Stay - 1964
- Okeh 7208 - Popping Popcorn / The Question (Do You Love Me) - 1964
- Roulette 4628 - Tweetie Pie / Things Ain’t What They Used To Be - 1965
- Roulette 4679 - Count Down / Summertime - 1966
- Roulette 4693 - Sticks And Stones / Do Any Dance - 1966
- Roulette 4717 - Belly Rub (Part 1) / Belly Rub (Part 2) - 1967
- Roulette 4759 - Hula Hoop / Come Back - 1967
- Roulette 4783 - Hot Chocolate / Soul Groovin’ - 1967
- Speed 1014 - Happy Soul (With A Hook) / Fishin’ With Sid - 1968 (avec The Moon People)
- T-Neck 907 - I know Who You Been Sockin’ It To / I Turned You On - 1969
- T-Neck 913 - My Little Girl / Save Me - 1969
- Sound Pak 1001[30] - (Do It) The Funky Dance / There’s A New Man - 1971 (avec We The People selon les éditions[31])
- Sound Pak 1003 - Twang Taang / I Picked A Winner - 1971
- All Platinum 2339 - Funky Robot (Part 1) / Funky Robot (Part 2) - 1972
- All Platinum 2342 - Unaddressed Letter / Funky Robot (Part 1) - 1972
- All Platinum 2343 - Someone Has Taken Your Place / Born Funky - 1973
- All Platinum 2345 - Hell Street Junction / Hell Street Junction (Instrumental) - 1973
- All Platinum 2347 - Soul Walkin' / Soul Walkin' - 1974

### Simples classés
| Année | Titre                        | Positions                      | Positions                  | Label         |
| Année | Titre                        | États-Unis (Billboard Hot 100) | États-Unis (Billboard R&B) | Label         |
| ----- | ---------------------------- | ------------------------------ | -------------------------- | ------------- |
| 1959  | The Happy Organ              | 1                              | 5                          | Clock         |
| 1959  | The Whistling Organ          | 61                             | -                          | Clock         |
| 1959  | Piano Shuffle                | 103                            | -                          | Clock         |
| 1962  | Rinky Dink                   | 10                             | 9                          | Julia / Chess |
| 1962  | Happy Weekend                | 67                             | -                          | Chess         |
| 1962  | Fiesta                       | 96                             | -                          | Emit          |
| 1963  | Hot Cakes!                   | 91                             | -                          | Chess         |
| 1963  | Organ Shout                  | 76                             | -                          | Chess         |
| 1965  | Popping Popcorn              | 132                            | -                          | Roulette      |
| 1965  | Tweetie Pie                  | 135                            | -                          | Roulette      |
| 1966  | Count Down                   | 91                             | -                          | Roulette      |
| 1973  | Someone Has Taken Your Place | -                              | 45                         | All Platinum  |